# Acragas longimanus
Acragas longimanus är en spindelart som beskrevs av Eugène Simon 1900. 
Acragas longimanus ingår i släktet Acragas och familjen hoppspindlar. Inga underarter finns listade i Catalogue of Life.